# Gyermekpornográfia
A gyermekpornográfia olyan típusú erotikus anyag, amely 16 év alatti személyeket ábrázol. A gyermekpornográfia pontos jellemzői büntetőjogi joghatóságonként eltérőek.
A gyermekpornográfiát gyakran online felkérés, kényszerítés és rejtett fényképezés útján állítják elő. A kiskorúakról készült pornográf képeket gyakran maguk a gyermekek és a tizenévesek is készítik felnőtt bevonása nélkül. Egyes esetekben a gyártás során "kézzel történő" szexuális visszaélésre (például erőszakos nemi erőszakra) is sor kerül. A kiskorúakat ábrázoló képeket és videókat néha online szexuális bűnözők gyűjtik és osztják meg.
A gyermekpornográfiára vonatkozó törvények általában a kiskorúakat érintő szexuális képekre, valamint a kiskorúakkal kapcsolatos prepubertás, serdülő vagy posztpubertás képekre és a számítógépen generált, látszólag kiskorúakkal kapcsolatos képekre vonatkoznak. A legtöbb letartóztatott gyermekpornográfia birtokosáról kiderül, hogy prepubertáskorú gyermekeket ábrázoló képeket birtokol; a posztpubertáskorú kiskorúakat ábrázoló pornográf képek birtokosait kevésbé valószínű, hogy büntetőeljárás alá vonják, bár ezek a képek is a törvények hatálya alá tartoznak.
A gyermekpornográfia a világ legtöbb országában illegális és cenzúrázott. Az Interpol 187 tagállamából 94-ben 2008-ban kifejezetten a gyermekpornográfiára vonatkozó törvényt hoztak, bár ez nem tartalmazza azokat a nemzeteket, amelyek minden pornográfiát betiltottak.

A pedofília részeként számon tartott gyermekpornográfia birtoklása és terjesztése 1997 óta üldözött Magyarországon. Nem mindenki ért azonban a fenti tevékenység, - különösen a birtoklás - kriminalizálásával egyet. Dr. Peszleg Tibor, az Országos Rendőrfőkapitányság Nemzeti Iroda Terrorizmus és Extrémizmus Elleni Osztályának főhadnagya közéjük tartozik. Ő úgy látja, hogy az ilyen felvételek tartását és megszerzését nem kellene bűntetnie a magyarországi jogrendszernek. Érvelését a témakörrel behatóbban foglalkozó Vujity Tvrtko ismertette 2008-as könyvében. E szerint "amennyiben ugyanis a pedofil tartalmakat csak saját használatra szerzi be és raktározza valaki, annak a társadalomra jelentett veszélyessége csekély, ugyanakkor az ellene való, igen költséges fellépés hatásfoka rendkívül alacsony".
A fenti nézeteket támogatta Somos András újságíró is, aki egy, 2024 eleji ATV-s televíziós műsorában a hasonló felvételeket tároló Kaleta Gáborral kapcsolatban úgy fogalmazott: "nem volt pedofil". Nyíltan megfogalmazott véleményével a televízió vezetősége nem értett egyet, a műsort néhány napra levették a csatornáról. A történtek következtében Somos felmondott a médiumnál.
Haskó László orvos 2020-as, Népszavában megjelent, „Irgalom atyja, ne hagyj el!” című írásában a kérdéskört orvosi szemgszögből vizsgálta, és a pedofíliát alapvetőe betegségnek minősítette. Nem értett egyet Kaleta, és a hasonló (gyermekek fizikai bántalmazását el nem követők) esetében a kriminalizálással. Érvelése a következő volt: "Azt nem hiszem, hogy a pedofíliát tolerálni kellene. Azonban ki kell venni a bűncselekmények közül, és át kell tenni a betegségek csoportjába. Kezelni kell és lehet. Ez persze csak akkor történhet meg, ha a betegséggel orvoshoz fordulhat a beteg. Ha nem kell tartania börtöntől, népharagtól, lincseléstől."
Mester Csaba, Kaleta védőügyvédje is megszólalt a témában (2020). Miután sokakat megbotránkoztatott, hogy Mester előbbi munkája mellett a szexuális zaklatást elszenvedő gyermekeket segítését végző Fehér Liliom  Egyesületnek is tagja, az ügyvéd interjúban erős különbséget tett a tényleges, fizikai pedofília és a gyermekpornográf felvételek birtoklása között ("itt nem abúzusról van szó [...] ahogy a bíró is mondta, egy csoportos garázdasággal, vagy egy közokirat-hamisítással egysúlyú bűncselekmény"). Az egyesület vezetője, Kugler Gyöngyi igazságügyi szakértő, klinikai szakpszichológus, terapeuta jelezte, hogy a szervezetet több támadás érte a fentiek kapcsán, melyekre higgadtan próbáltak válaszolni. Úgy látta azonban, hogy az "indulatok olyan erősek, hogy nem lehetett racionális érveléssel hatni az emberekre".

## Fordítás
- Ez a szócikk részben vagy egészben  a   Child pornography című angol Wikipédia-szócikk ezen változatának fordításán alapul.  Az eredeti cikk szerkesztőit annak laptörténete sorolja fel. Ez a jelzés csupán a megfogalmazás eredetét és a szerzői jogokat jelzi, nem szolgál a cikkben szereplő információk forrásmegjelöléseként.